# Moncla
Moncla é uma comuna francesa na região administrativa da Nova Aquitânia, no departamento dos Pirenéus Atlânticos. Estende-se por uma área de 5,94 km². Em 2010 a comuna tinha 86 habitantes (densidade: 14,5 hab./km²).